# Ajahn Sumedho

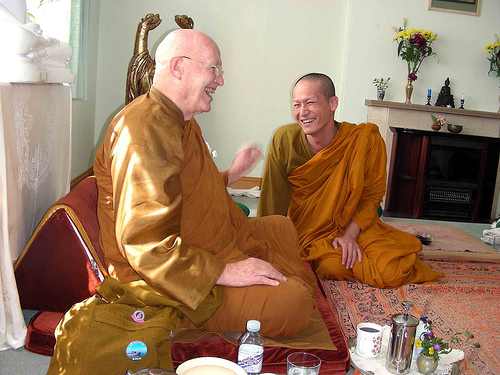
Sumedho (links)

Ajahn Sumedho is een boeddhistisch monnik in de Thaise Bostraditie van het Theravada boeddhisme. Het woord Ajahn (Thai) is een soort titel en betekent leraar. Sumedho is Pali voor goede wijsheid. Ajahn Sumedho wordt ook wel Luang Por genoemd, wat Geëerde Vader betekent en een Thaise uitdrukking is voor monniken op leeftijd. Sumedho is boeddhistisch monnik sinds 1967.
Sumedho was de eerste westerse leerling van Ajahn Chah (sinds 1967) en heeft twee Thaise koninklijke titels ontvangen. Hij is de medestichter van het klooster Wat Pah Nanachat in Thailand en van verschillende andere kloosters in het westen. Hij is de abt van Amaravati Buddhist Monastery in Hemel Hempstead, Engeland. Hij is ook de voornaamste spiritueel leider van de traditie van Ajahn Chah in het westen. Sumedho geeft een aantal tiendaagse meditatie-retraites (of cursussen) per jaar, welke toegankelijk zijn voor leken. Sind eind 2010 is Ajahn Sumedho met pensioen. Sindsdien woont hij in Thailand.
Belangrijke elementen uit zijn leer zijn onder meer The Sound of Silence (een meditatie-techniek) en het Intuïtief Gewaarzijn. Boeken van Sumedho zijn gratis verkrijgbaar bij de diverse kloosters van de traditie van Ajahn Chah.